# Sassari
Sassari er en by i det nordlige Sardinien i Italien, den næststørste på øen med 121.021(2023)indbyggere, og hovedstad i provinsen Sassari.